# Bronzika-barlang
A Bronzika-barlang Magyarország fokozottan védett barlangjai közül az egyik. A Bükki Nemzeti Park területén található. Nevét a benne talált, bronzkorból származó női koponyatető miatt kapta. Találtak benne egy barlangi medve szemfogat. Sok különféle cseppkőképződmény figyelhető meg a barlangban.

## Leírás
A Bükk-fennsík Kis-fennsíkján, a Felső-forrás felett 180 méternyire, dél-délnyugatra nyílik egy turistaút közelében. A Felső-forrási-barlanggal egy szintben, attól 80 méternyire nyugatra van a bejárata, egy sziklákkal szegélyezett beszakadás közepén, sziklák között. A bejárata csak egészen közelről vehető észre. A bejárati teremben található a további járatokat lezáró ötszögletű vasajtó. Felső triász mészkőben alakult ki. Valószínűleg a Felső-forrás vize egykor a barlangon keresztül ért ki a felszínre, amit a két homokos szifonja bizonyít. Ennek ellentmond a barlang viszonylag nagy mélysége. Jelenleg inkább víznyelőbarlangra hasonlít. Az erózió által kialakult járatok helyét a tektonikus törések jelentősen meghatározták. A járatokban a karsztvízszint alatti oldódás, a leszivárgó víz és az omlások nyomai is előfordulnak.
Az elágazó barlang formakincse változatos. Megfigyelhetők benne eróziós, oldásos és hasadékjellegű járatok. Két barlangszintet lehet elkülöníteni egymástól. Találhatók benne mennyezeti csatornák és kipreparálódott rétegfejek. A hidrológiailag inaktív forrásbarlang nagyon cseppköves, mint a közelben található Lilla-barlang, mert járatai közel helyezkednek el a felszínhez. Gyakori a barlangban a függőcseppkő, az állócseppkő, a cseppkőlefolyás, a cseppkőkéreg, a barlangi gyöngy és a képződmények visszaoldódása. Szalmacseppkövek, cseppkőzászlók, cseppkőoszlopok, cseppkőfüggönyök, mikrotetaráták, cseppkő medencék, mésztufagátak is kialakultak.
A barlang Keleti-szifon nevű része körülbelül 10 méterre megközelíti a Felső-forrási-barlangot (a Keleti-szifon körülbelül 10 méterrel alatta van). A Keleti-szifonban és a Nyugati-szifonban folytatott feltárással van a legtöbb esély új járatok felfedezésére. A Grand-kanyon régi patakjának medréből barlangi medve szemfog, különféle meg nem határozott csont és minden bizonnyal egy barlangi hiéna alsó állkapocs került elő. A rendszeresen itt telelő denevéreken kívül egy kisragadozó (lehet hogy nyest) is fel szokta keresni. A lezárt barlang csak a Bükki Nemzeti Park Igazgatóság engedélyével, kutatási céllal és kutatócsoporttal látogatható. Barlangjáró alapfelszereléssel járható.
A barlang a nevét a benne talált, bronzkorból származó női koponyatető miatt kapta. 1979-ben volt először Bronzika-barlangnak nevezve a barlang az irodalmában. Előfordul a barlang az irodalmában Bronz-lyuk (Mészáros 1975) néven is.

## Kutatástörténet
Várszegi Sándor az 1960-as években, a Bronzika-barlang bontása közben, a barlang bal oldali ágában, a barlangbejárattól 5–6 m-re talált egy csontot (Ferenczy 2008). Saád Andor megállapítása szerint a csont egy bronzkorból származó, női koponyatető. A Miskolci Bányász Barlangkutató Csoport 1973 nyarán, Kositzky József vezetésével feltárta a barlangot kb. 15 m hosszúságig és kb. 8 m mélységig. Sűrű Péter 2008-ban készült kézirata szerint ekkor találták a koponyatetőt a bejárati terem keleti oldalán lévő kis fülkében. Az 1977-ben napvilágot látott, Bükk útikalauz című könyvben nincs név szerint említve a barlang.
Az 1979-ben megjelent, Barlangok a Bükkben című könyvben szó van arról, hogy régen víznyelőbarlang volt a Felső-forrási-barlang felett, az enyhe lejtésű oldalban nyíló Bronzika-barlang. A 20 m hosszú és 15 m mély barlang alján bontásnyom figyelhető meg. A barlangból előkerült bronzkori női koponyatető miatt kapta a nevét a barlang. A könyvhöz mellékelt, a Bükk hegység barlangokban leggazdagabb területét bemutató térképen látható a 7-es számmal jelölt barlang földrajzi elhelyezkedése. 1982-ben Kárpát József mérte fel és szerkesztette meg alaprajz térképét és hosszmetszet térképét.

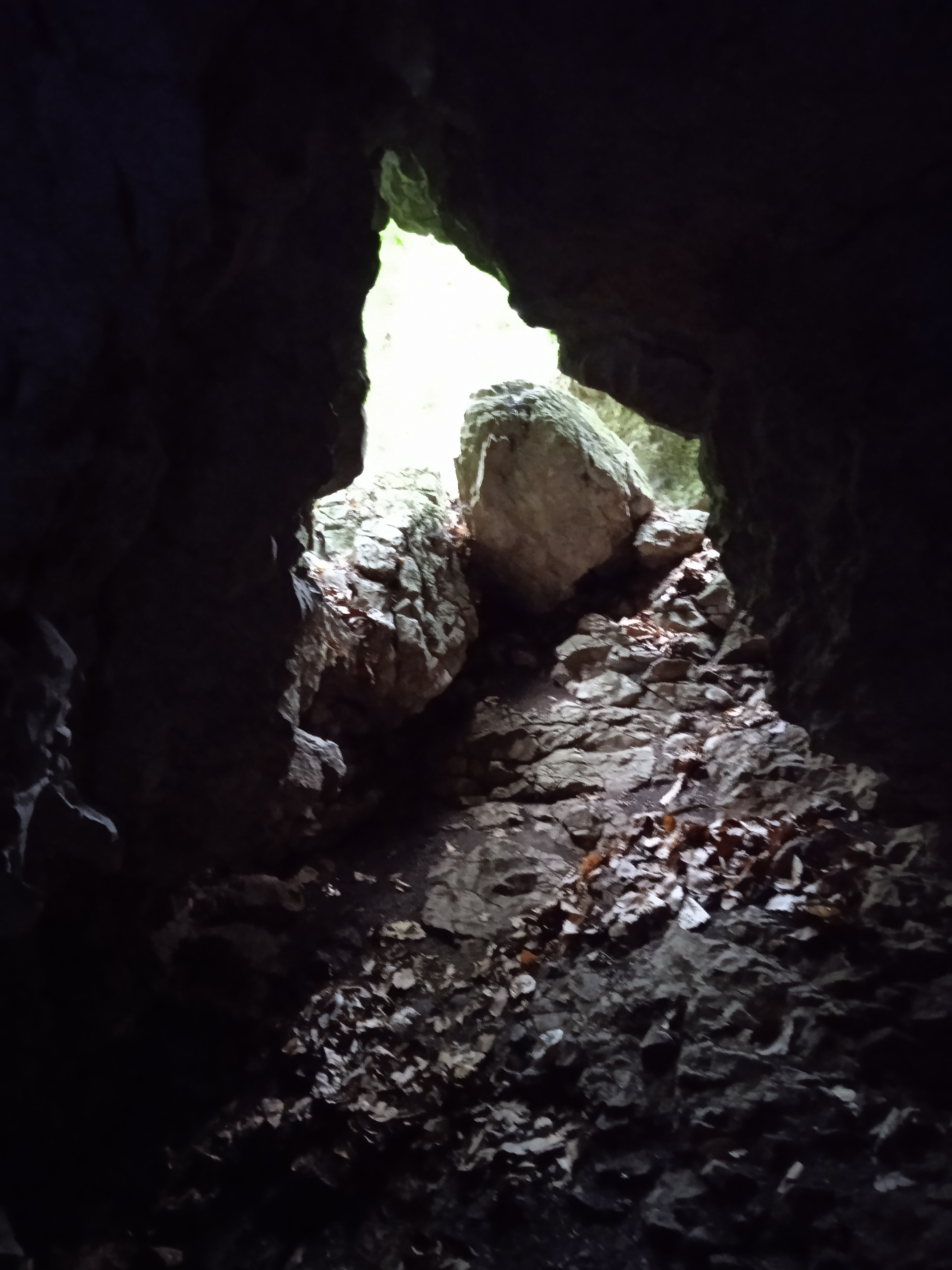
A Bronzika-barlang bejárati része

A barlang 1982-ben kitöltött barlangkataszteri törzslapja szerint a Bronzika-barlang 28 m hosszú, 9,5 m mély, 1,5 m magas és 9,5 m vízszintes kiterjedésű. Az 1984-ben kiadott, Magyarország barlangjai című könyv országos barlanglistájában szerepel a Bükk hegységben lévő barlang Bronzika-barlang néven. A listához kapcsolódóan látható az Aggteleki-karszt és a Bükk hegység barlangjainak földrajzi elhelyezkedését bemutató, 1:500 000-es méretarányú térképen a barlang földrajzi elhelyezkedése. Kiss János és Várszegi Sándor 2002. december 23-án, bontással elkezdték kutatni a barlangot, hogy új járatokat fedezzenek fel benne. 2002. december 28-án fedezték fel a Remény-termet és a Szeretet-termet. 2003. január 5-én további járatokat sikerült találni. 2003. január 18–19-én jutottak be az 50 éves jubileumi-terembe. Kiss János 2003. február 23-án elkészítette a barlang alaprajz térképvázlatát. 2003. március végén le lett zárva a barlang egy vaslemezajtóval.
2005. szeptember 1-től a környezetvédelmi és vízügyi miniszter 22/2005. (VIII. 31.) KvVM rendelete szerint a Bükki Nemzeti Park Igazgatóság működési területén, a Bükk hegységben található Bronzika-barlang a felügyelőség engedélyével látogatható. 2005. szeptember 1-től a környezetvédelmi és vízügyi miniszter 23/2005. (VIII. 31.) KvVM rendelete szerint a Bükk hegységben lévő Bronzika-barlang fokozottan védett barlang. A 2006. évi MKBT Tájékoztatóban közölve lett, hogy a Bükk hegységben elhelyezkedő Bronzika-barlang fokozottan védett barlang lett. A Marcel Loubens Barlangkutató Egyesület Sűrű Péter által vezetett tagjai, 2006-ban és 2007-ben, a Bükki Nemzeti Park Igazgatóság megbízásából felmérték a barlangot. 2007. március 8-tól a környezetvédelmi és vízügyi miniszter 3/2007. (I. 22.) KvVM rendelete szerint a Bükki Nemzeti Park Igazgatóság működési területén lévő Bükk hegységben elhelyezkedő Bronzika-barlang az igazgatóság engedélyével tekinthető meg.
Sűrű Péter 2008-ban megszerkesztette a barlang alaprajz térképét, hosszmetszet térképét és keresztmetszet térképeit. Ekkor készített egy poligonirány-diagramot is. A felmérés adatainak alapján a barlang 337,5 m hosszú, 24,8 m mély, 2,36 m magas, 27,16 m függőleges kiterjedésű és 66,5 m vízszintes kiterjedésű. A 2002-től kezdődött feltárássorozatnak köszönhetően a barlang hossza tizenkétszeresére nőtt. 2013. július 19-től a vidékfejlesztési miniszter 58/2013. (VII. 11.) VM rendelete szerint a Bronzika-barlang (Bükk hegység, Bükki Nemzeti Park Igazgatóság működési területe) az igazgatóság hozzájárulásával látogatható. 2015. november 3-tól a földművelésügyi miniszter 66/2015. (X. 26.) FM rendelete szerint a Bronzika-barlang (Bükk hegység) fokozottan védett barlang. 2021. május 10-től az agrárminiszter 17/2021. (IV. 9.) AM rendelete szerint a Bronzika-barlang (Bükk hegység, Bükki Nemzeti Park Igazgatóság működési területe) az igazgatóság engedélyével látogatható. A 13/1998. (V. 6.) KTM rendelet egyidejűleg hatályát veszti.